# Thomas Müntzer
Thomas Müntzer (Stolberg (Harz), Sajonia-Anhalt, 1489-Mühlhausen, Turingia, 27 de mayo de 1525) fue un predicador alemán, teólogo radical partidario de la Reforma. Inicialmente seguidor de Lutero, se opuso a los compromisos de este con la autoridad feudal y mantuvo con él una importante polémica política y teológica. Su oposición a este y a la Iglesia católica le llevó a cuestionar la autoridad tardo-feudal en la Alemania central. Müntzer defendía la liberación violenta de los campesinos e intentó implementar sus ideas de un orden social justo. Participó como caudillo revolucionario en la guerra de los campesinos alemanes, donde fue capturado, torturado y decapitado. 
Müntzer fue una figura controvertida, tanto en vida como después de su muerte. Sus acciones revolucionarias hay que entenderlas a la luz de su teología. Los marxistas del siglo XX le han visto como un líder en la temprana revolución burguesa contra el feudalismo y en la lucha por una sociedad sin clases.

## Thomas Müntzer, su vida

### Juventud y educación (1489-1512)
Thomas Müntzer nació en una familia acomodada a finales de 1489, o principios de 1490, en la pequeña ciudad de Stolberg, en el macizo del Harz de Alemania, región marcada por la economía minera. Sus padres vivían todavía en 1520, y su madre murió por aquellas fechas.
Poco después de 1490, la familia se mudó a la ciudad de Quedlinburg y allí se matriculó en 1506 en la Universidad de Leipzig como “Thomas Munczer de Quedlinburk”. A finales de 1512 se inscribió en la Universidad Viadrina de Fráncfort del Oder como “Thomas Müntczer Stolbergensis”. Consiguió una licenciatura en Teología y una maestría en artes. Müntzer se convirtió en un especialista lingüístico en latín, griego y hebreo, y un erudito consumado en literatura antigua y humanística, particularmente en los libros de la Biblia.

### Sacerdote y predicador (1513-1520)
A partir de entonces ejerció de predicador ambulante. A cualquier sitio donde llegaba, mostraba su exaltada naturaleza y empujaba a las masas a la efervescencia.
Fue profesor asistente de latín en Halle en 1513, donde fundó una sociedad secreta para luchar contra el arzobispo de Magdeburgo, aunque no se conoce cómo terminó dicha liga. Más tarde, fue clérigo y profesor de latín en Aschersleben en 1514 y 1515. En estos puestos, representó a la clase media en su lucha por las reformas de la Iglesia.
En la diócesis de Halberstadt fue ordenado sacerdote alrededor de 1513/1514. La municipalidad de la ciudad de Brunswick lo postuló el 6 de mayo de 1514 para una prebenda de baja dotación en un altar de la iglesia de San Miguel. En paralelo debió dar clases particulares a alumnos provenientes del sector ascendente de comerciantes y artesanos en esta ciudad de la Liga Hanseática. Aquí comenzó a cuestionar las prácticas de la Iglesia Católica. Sus amigos se referían a él como “castigador de injusticias”.
Como los cargos anteriores no cubrían su sustento, en 1515/17 aceptó el cargo de prefecto en el monasterio canónico de Frohse, cerca de Aschersleben, donde debía atender a un grupo reducido de monjas. Entre 1517/19, enseñó intermitentemente en la escuela secundaria Martino-Katharineum en Brunswick. Se comenzó a debatir aquí la cuestión de las indulgencias, y Müntzer, antes incluso que Lutero, tomó una postura crítica respecto a las mismas.

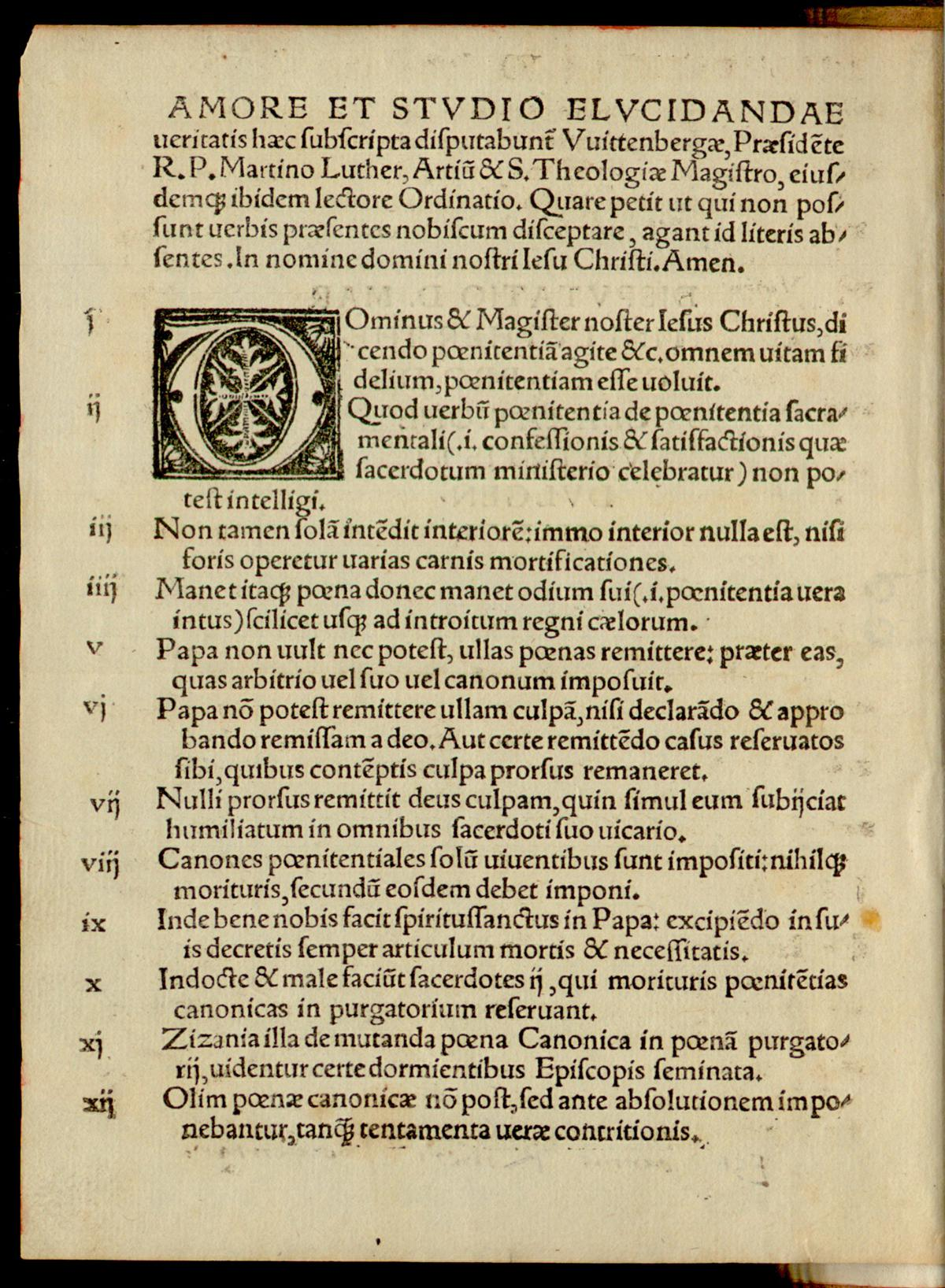
Las noventa y cinco tesis de Lutero

En el otoño de 1517, estuvo en Wittenberg y se reunió con Martín Lutero, participando en grandes discusiones que precedieron a la publicación de las 95 tesis de Lutero. Asistió a ciertas conferencias en la universidad y se vio expuesto a las ideas de Lutero y de otros humanistas, como Andreas Karlstadt, que se convirtió más tarde en un oponente radical de Lutero. Müntzer no se quedó en Wittenberg mucho tiempo, dado que se marchó y estuvo en varias localidades de Turingia y Franconia. Continuó recibiendo su paga por su puesto en Brunswick hasta la Pascua de 1519, cuando apareció en la ciudad de Jüterbog, al noreste de Wittenberg, donde le habían pedido que sustituyera al predicador Franz Günther. Este se había enfrentado con los franciscanos locales por predicar el Evangelio reformado y había abandonado el lugar. Müntzer lo retomó donde Günther lo había dejado. Sin tardar mucho, los eclesiásticos locales se quejaron amargamente acerca de sus artículos “heréticos”, que desafiaban tanto las enseñanzas como las instituciones de la Iglesia.
En este momento, Müntzer ya no seguía solamente las enseñanzas de Lutero; había comenzado a estudiar los trabajos de los místicos Enrique Susón y Johannes Tauler, se estaba preguntando seriamente acerca de la posibilidad de la iluminación a través de sueños y visiones, había estudiado la historia temprana de la iglesia Cristiana y mantenía correspondencia con otros reformadores radicales como Karlstadt.
En junio de 1519, Müntzer asistió al Debate de Leipzig entre los reformadores de Wittenberg (Lutero, Karlstadt y Philip Melanchthon) y la jerarquía de la Iglesia Católica (representada por Johann Eck). Este fue uno de los puntos culminantes de la Reforma temprana. Lutero quedó impresionado favorablemente por Müntzer y le recomendó para un puesto temporal en la ciudad de Zwickau, aunque la buena impresión no fue mutua.
La designación de “Martiniano” (seguidor de Lutero) se le aplicó a Müntzer en 1519 después de hablar contra la orden Franciscana, la jerarquía eclesiástica de la Iglesia católica y la veneración de santos. Pronto demostró ser un pensador independiente.
Müntzer prosiguió sus estudios literarios intensivos en el monasterio de Beuditz en Weißenfels (1519-1520), donde ejerció de confesor de monjas cistercienses y donde dedicó gran parte de tiempo al estudio de autores antiguos, a la lectura de libros de San Eusebio, San Jerónimo y San Agustín, a la historia de la temprana Iglesia y a estudiar las actas de los Concilios de Constanza y Basilea impulsores de reformas, así como las doctrinas milenaristas del abad Joaquín de Flora. Por primera vez se detectan en él rastros de una conciencia personal de enviado de Dios. Allí desarrolló, bajo la influencia del misticismo, su propia visión del Cristianismo, que se volvió cada vez más apocalíptica y espiritual. De un conspirador hambriento de acción en complots burgueses locales, se convirtió en un Reformador que comenzó a ver el trabajo iniciado por Lutero como un cambio fundamental en la vida secular y eclesiástica y, por lo tanto, como una revolución. Desde ese momento en adelante, juzgó a Lutero bajo ese criterio.

### Estancia en Zwickau (1520-1521)
En mayo de 1520, Müntzer pudo seguir la recomendación de Lutero del año anterior e intervino como sustituto temporal del predicador reformador/humanista Johann Sylvanus Egranus en la iglesia de Santa María en la bulliciosa ciudad de Zwickau, que tenía unos 7000 habitantes, cerca de la frontera con Bohemia. Zwickau, un importante centro educativo y económico, se encontraba en medio de la región de minas de hierro y plata del Erzgebirge, siendo también el hogar de un gran número de plebeyos, sobre todo tejedores. Tenía una escuela de latín y griego, y desde 1523, una imprenta. El dinero proveniente de la minería y de las actividades comerciales generadas por esta se había infiltrado en la ciudad, dividiendo a los ciudadanos ricos y pobres, lo que aumentó las tensiones sociales.
En Santa María, Müntzer comenzó a atacar a los corruptores, a los frailes mendicantes, a los avaros y calculadores hipócritas “que con sus interminables rezos consumen las haciendas de las viudas”. En su primer sermón provocó un conflicto con los influyentes franciscanos del lugar, que fue apaciguado mediante la intervención del concejo municipal y el funcionario del príncipe elector. Al regresar Egranus en septiembre de 1520, se le encomendó a Müntzer el cargo vacante de predicador en la segunda iglesia de la urbe, Santa Catalina.

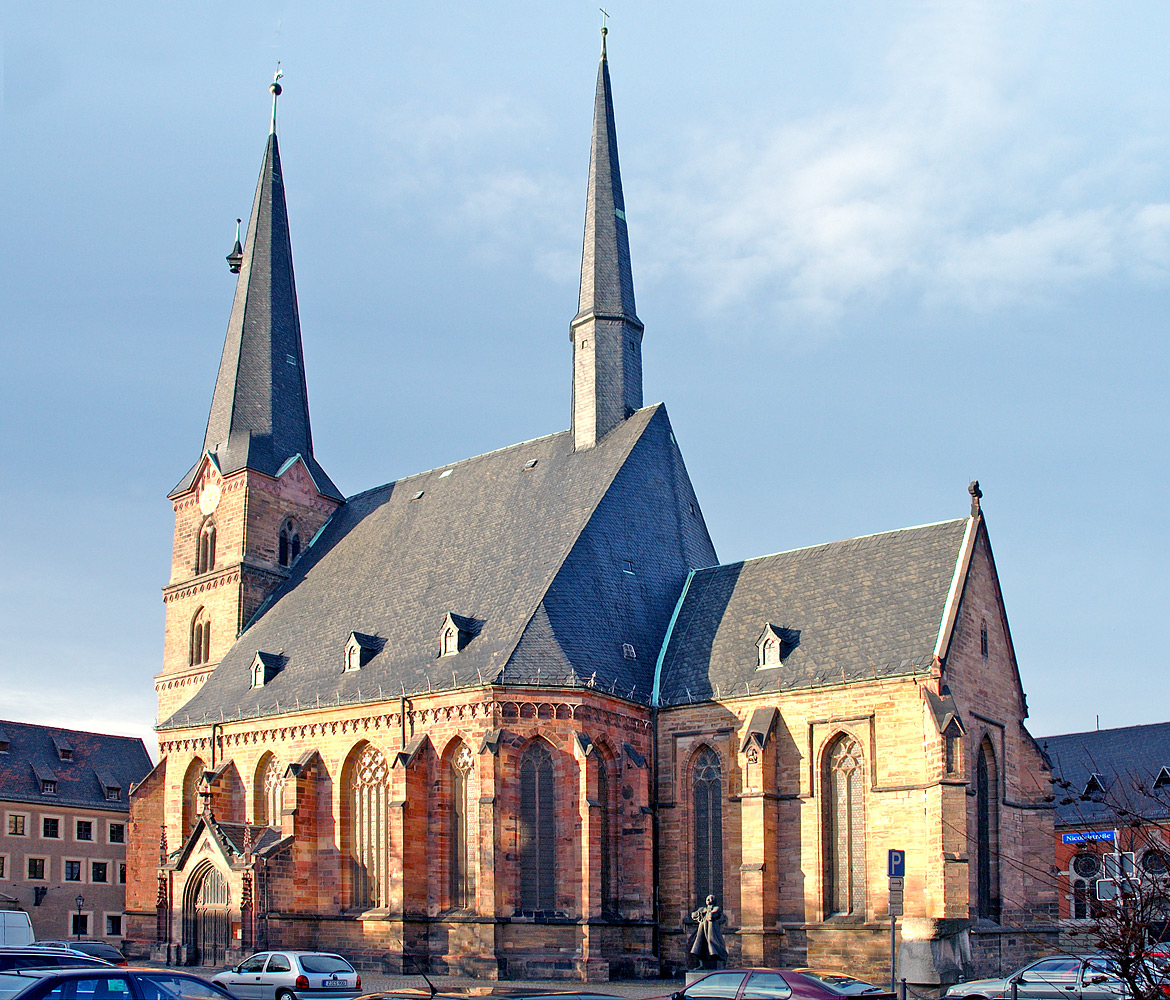
Iglesia de Santa Catalina en Zwickau, donde predicó Thomas Müntzer

Santa Catalina era una iglesia de trabajadores y sede de la Cofradía del Corpus Christi de los obreros textiles, los tejedores. Incluso antes de que llegaran las doctrinas luteranas, había ya en Zwickau un movimiento reformador inspirado por la Reforma Husita del siglo XV, especialmente en su versión radical y apocalíptica de los Taboritas. Entre los tejedores de Zwickau, este movimiento era muy fuerte, junto con el del espiritualismo. Müntzer se posicionó del lado de la gente común, como ejecutores de la ley y voluntad divina en la Tierra. El radical autodidacta Nicolás Storch, líder de un grupo reformista conocido como los “profetas de Zwickau”, era muy activo aquí y ponía toda su confianza en la revelación espiritual a través de los sueños. Él,  Müntzer y otros dos predicadores anabaptistas, Thomas Dreschel y el teólogo Marcos Stübner, trabajaron pronto en equipo. Rechazaban el bautismo de niños y la sustitución de su fe por la de los padrinos, citando a Marcos 16:16 y consideraban que solo era verdadero el bautismo de quienes primero creían. Storch convenció también a Müntzer de que el final del mundo era inminente.
En los meses que siguieron, Müntzer se encontró cada vez más en desacuerdo con el canónigo Egranus, el representante local del movimiento de Wittenberg, hombre de vida disipada y pésima reputación, al que consideraba solo como reformador en apariencia. Müntzer se fue oponiendo cada vez más a las prácticas de la Iglesia católica y a las ideas reformadoras luteranas. Adoptó progresivamente el punto de vista de que la verdadera autoridad radicaba en la luz interior que Dios le había dado a los suyos, más que en la Biblia. El concejo municipal se puso nervioso por lo que estaba pasando en Santa Catalina, y finalmente en abril de 1521 se hartaron, por lo que Müntzer fue destituido de su puesto y obligado a dejar la ciudad. Storch marchó con sus discípulos a Wittenberg, mientras que Müntzer se fue a Bohemia, patria de los taboritas. Se unió a ellos posteriormente el abogado  Gerardo Westerburg, futuro líder de los anabaptistas de Colonia.

### Praga y Sajonia (1521-1523)
Müntzer cruzó primero la frontera hacia Bohemia hasta la ciudad de Žatec, que era una de las cinco ciudadelas “seguras” de los radicales taboritas en Bohemia, el grupo que seguía las enseñanzas de Jan Hus, un reformador del siglo XV.
Praga era la ciudad donde los Husitas estaban firmemente establecidos y Müntzer esperaba encontrar allí un sitio seguro donde pudiera desarrollar sus ideas cada vez más antiluteranas. Llegó allí a finales de junio de 1521, siendo acogido como un Martinista o martiniano (seguidor de Martín Lutero) y se le permitió predicar y dar conferencias. Como siervo-profeta de Dios en vísperas del Juicio Final, se propuso ganarlos para formar una iglesia purificada según el ejemplo del tiempo de los apóstoles. Müntzer comenzaba a verse asediado por visiones y predicaba por las callejas y mercados de Praga.

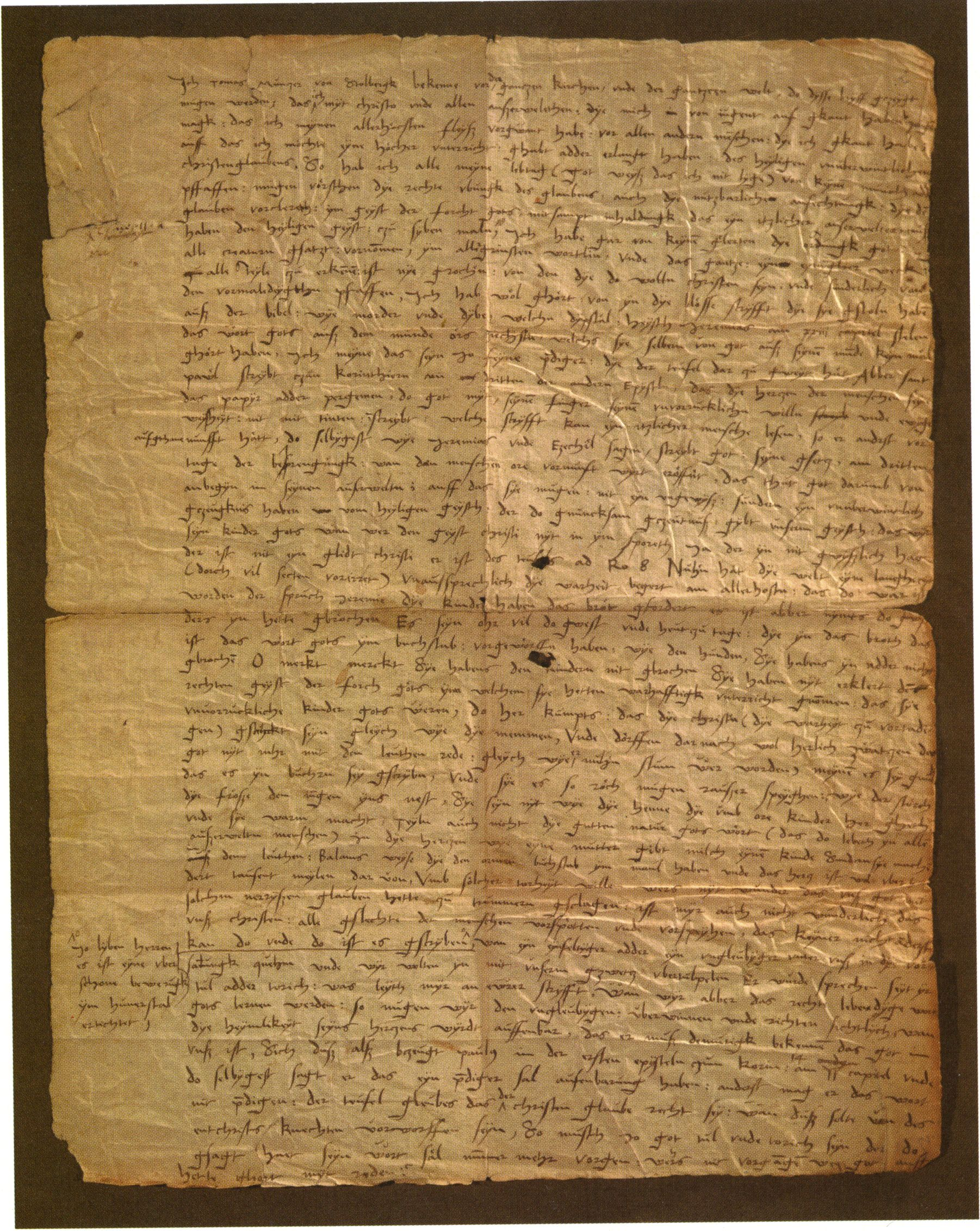
Manifiesto de Praga

Preparó un resumen de sus propias creencias en un documento que apareció en noviembre de 1521 conocido por la posteridad como Manifiesto de Praga, proclamando el comienzo de la Reforma final y la emergencia de una nueva Iglesia sobre la cual reinaría el Espíritu Santo. Desarrolló los conceptos de odio a los clérigos, reforma eclesiástica y éxtasis mesiánico. Para recibir al Espíritu Santo, había que aceptar la cruz de Cristo. Lutero empieza a aparecer como poco distanciado de los traficantes en indulgencias y traidores al espíritu. Este documento existe en cuatro formas, una en checo, otra en latín y dos en alemán, pero ninguno de los cuatro ítems fue impreso. Los contenidos de este documento muestran claramente cuánto se había apartado del camino de los reformadores de Wittenberg, y cómo creía que el movimiento reformador era algo de naturaleza apocalíptica. “Yo, Thomas Müntzer, suplico a la Iglesia que no adore a un Dios mudo, sino a uno vivo y que habla: ninguno de los dioses es más despreciable para las naciones que este Dios vivo de los cristianos que no tienen parte de Él” . La rica y poderosa Praga era un firme bastión de la aristocracia que no quería fomentar un nuevo canto para las trompetas husitas, por lo que Müntzer fue puesto bajo vigilancia. En diciembre de 1521, habiendo descubierto que no era lo que ellos pensaban, las autoridades de Praga lo expulsaron de la ciudad. 
Los siguientes doce meses los pasó deambulando por Sajonia; apareció en Erfurt y Nordhausen, donde pasó varias semnas en cada una de ellas. Müntzer se dio cuenta plenamente de su oposición a Lutero en 1522 en Nordhausen, donde, en un debate con los seguidores de aquel, sus diferencias teológicas quedaron claramente expuestas. Por primera vez, fueron los luteranos quienes lo expulsaron de una ciudad. Visitó también su ciudad natal, Stolberg, donde pronunció sermones en la Pascua de 1522, y en noviembre visitó Weimar para asistir a un debate. 
De diciembre de 1522 hasta marzo de 1523, estuvo de capellán en un convento de monjas cistercienses en Glaucha, a las afueras de Halle, y donde ganó numerosos discípulos con sus sermones. Aquí encontró pocas oportunidades para continuar con su deseo de cambio, a pesar de la existencia de un fuerte y militante movimiento local reformador. El único intento de romper las reglas, al dar la eucaristía “en ambos tipos”, pan y vino (utraquismo, corriente husita), a una mujer noble llamada Felicitas von Selmenitz, probablemente le causó el despido inmediato.

### Allstedt (1523-1524)
Su siguiente puesto fue relativamente permanente y productivo. A principios de abril de 1523, a través del patrocinio de Felicitas von Selmenitz, fue nombrado predicador en la iglesia de San Juan en Allstedt, una población de Sajonia, cerca de la región minera de Mansfeld. 
Allstedt era una pequeña villa perteneciente al príncipe elector de Sajonia, con 600 habitantes, con un castillo imponente en la colina, sobre la ciudad. El Elector Federico III de Sajonia tenía el derecho de nombrar al predicador de San Juan, pero el Concejo municipal consideró que no necesitaban su aprobación. 

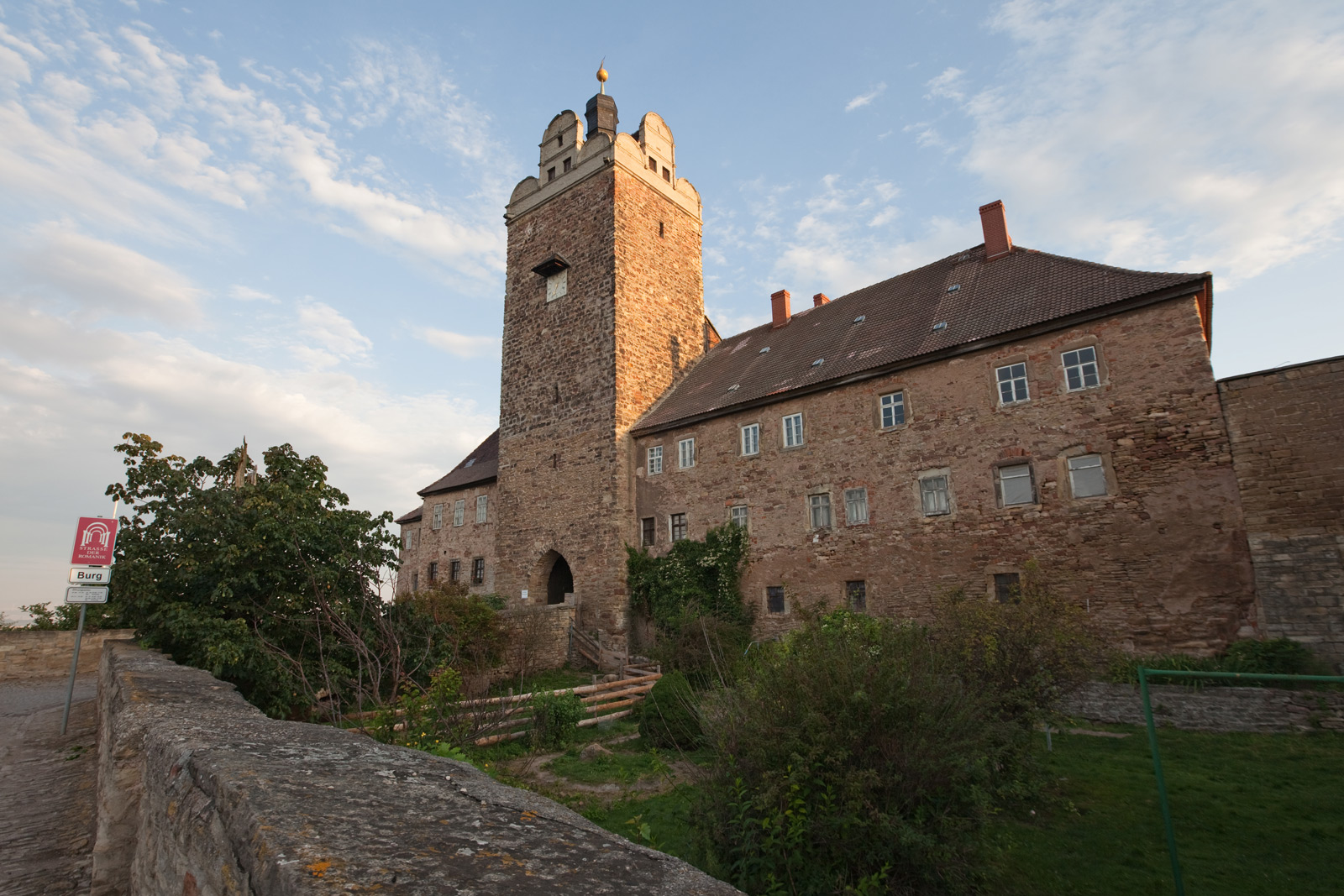
El castillo de Allstedt

A partir de este momento, Müntzer adquiere importancia histórica. No buscaba las medias tintas, y se apartó de Karlstadt y de Melanchthon, cada vez más enfrentado con los de Wittenberg. Creía en la libertad de los pueblos, y al principio fue amistoso con el concejo de la villa e incluso escribió una réplica complaciente a Lutero en julio de 1523, pero la ruptura estaba decidida en su fuero interno. A partir de ese momento, Müntzer se manifestará como comunista con conciencia de clase, revolucionario y milenarista.
Durante el primer año, trabajó en su reforma litúrgica, cuyo núcleo fue la traducción de los textos latinos de la misa al alemán, y compuso varios himnos, haciéndolos imprimir en el pueblo de Eilenburg por Nikolaus Wiedemar.
Thomas Müntzer introdujo antes que otros reformadores, en la Pascua de 1523, la celebración de las misas y los servicios eclesiásticos en lengua vernácula. Su influencia era cada vez mayor entre la gente humilde, y tal era la popularidad de sus sermones y la novedad de oír los cultos en alemán, que la gente de los campos y las ciudades de los alrededores acudieron pronto en masa a Allstedt. Algunos informes sugieren que más de 2000 personas se reunían cada domingo. Estos cultos preocuparon a las autoridades opuestas a la Reforma, en especial luego de la renovación del Mandato de Worms, enviado en mayo de 1523 por el Tribunal de la Cámara Imperial a los príncipes sajones.
Al cabo de algunas semanas, Lutero se enteró de la situación en Allstedt y escribió a las autoridades, pidiéndoles que persuadiesen a Müntzer de que fuera a Wittenberg para discutir de cerca sobre su teología, pero Müntzer rechazó ir. Estaba demasiado ocupado llevando a cabo su Reforma y no quería discutirla “a puerta cerrada”. 
Müntzer publicó tres escritos en Allstedt apolíticos y de estilo teológico: Orden y justificación de los oficios en lengua alemana, una aclaración de su orden para la misa, bautismo, matrimonio, Santa Cena para enfermos y sepelios; Misa evangélica en lengua alemana; y Oficio eclesiástico alemán. Desterró las imágenes externas, pero mantuvo la música y el himno como fenómenos del espíritu para la rememoración religiosa. Los himnos y la liturgia de Müntzer sobrevivirían en ciertas zonas hasta el siglo XVIII.
Por esta época, se casó con Otilia von Gersen, una antigua monja. El 27 de marzo de 1524, Otilia dio a luz a su primer hijo.
En septiembre de 1523 se produjo un conflicto abierto con el conde de Mansfeld Ernesto (en Heldrungen), luego de que este, en reiteradas oportunidades, prohibiera a sus súbditos asistir a los cultos “heréticos” en Allstedt. Müntzer lo declaró enemigo del evangelio y escribió una carta al conde, ordenándole que olvidase su tiranía: “Tan siervo de Dios soy como vos mismo; así pues, sosegaos, ya que todo el mundo ha de compartir la paciencia, y no graznéis, pues de otro modo se os rasgará el viejo jubón (…) Te trataré mil veces más drásticamente que Lutero al Papa” . Aprovechando una estancia del príncipe elector Federico y su comitiva del 4 al 14 de noviembre de 1523 en el castillo de Allstedt, de viaje a la Dieta de Núremberg, Müntzer se justificó ante el príncipe señalando la procedencia divina de su encargo para predicar y el deber de protección que cabía ejercer a los príncipes, cuyo ejercicio expiraba con el Juicio Final.
El 1 de enero de 1524 publicó el sermón Protesta o notificación de Thomas Müntzer de Stolberg, en el Harz, pastor de almas en Allstedt, referente a su doctrina. Es un ataque contra el bautismo recibido sin uso de razón. Müntzer mantuvo el bautismo de los párvulos, pero incidiendo en la responsabilidad de los padrinos en la educación en la fe de esos niños. No está claro si ya proponía aquí postergar el bautismo hasta el sexto o séptimo año de vida del niño. Después publicó un segundo sermón Sobre la fe simulada, en el que exigía que la fe transmitida por aprendizaje (fe inventada) debía ser sustituida por una fe auténtica, que solo podía lograrse en el seguimiento sufriente de Cristo y por la desesperación interior espiritual.
En abril de 1524 abrió una imprenta en Allstedt, con Nikolaus Wiedemar como impresor, al ser clausurada la imprenta de Eilenburg.
A comienzos de 1524, las autoridades de Sajonia volvieron a intervenir cuando seguidores de Müntzer destruyeron la capilla de Santa María en Mallerbach, propiedad del convento de Naundorf, incendiándola para poner fin a “aquel tugurio y a la superstición de los exvotos de cera que allí se cultiva”; la abadesa de Naundorf exigió que los culpables fueran castigados. Durante mucho tiempo, el concejo de Allstedt y el recaudador de impuestos y castellano, Juan Zeiss, lograron posponer la investigación. La gente no entendía que un príncipe luterano protegiera el culto mariano. En junio y ante la presión del duque, Juan fue detenido por un concejal.
Existía el peligro de que se produjese una revuelta en la villa. Los mineros acudían en tropel para preguntar si Müntzer o sus seguidores eran molestados a causa de la Palabra de Dios. El auxiliar de Müntzer les decía que el poder estaría pronto en manos del pueblo llano. La tensión subía. Debido a que Lutero todavía le toleraba, los príncipes sajones no le atacaron, sino que incluso le autorizaron a pronunciar un sermón ante ellos.

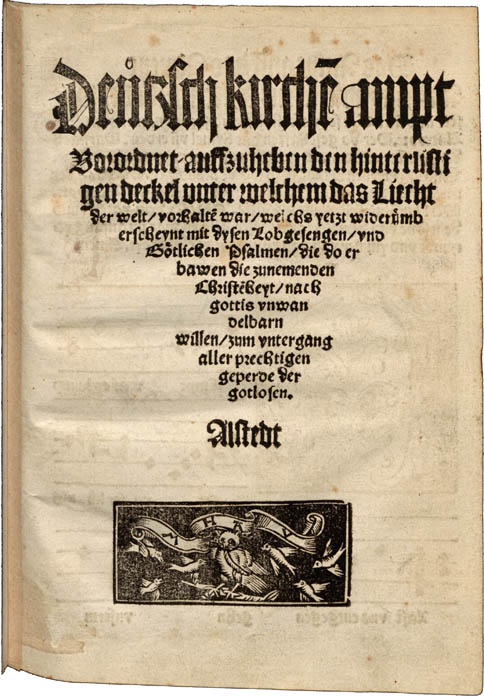
"Oficio eclesiástico alemán" de Müntzer, impreso en Allstedt en 1523

El 13 de julio de 1524, Müntzer fue invitado a hablar ante el duque Juan de Sajonia y el infante Juan, representante este del príncipe Federico, en el castillo de Allstedt, posiblemente como una prueba tardía del “sermón de prueba”. Allí predicó su famoso Sermón a los Príncipes de Sajonia sobre la caída de los imperios, el resurgir del régimen de Cristo y el rol que en todo ello les cabía a las autoridades seculares, una advertencia apenas disimulada a los príncipes de que no ofrecieran resistencia a las reformas de Allstedt, o se enfrentarían a la ira de Dios, al mismo tiempo que atacaba los agravios sociales. Lo más destacado de este sermón fue su interpretación revolucionaria de Romanos 13:1-7, pasaje del que concluyó que, cuando las autoridades no cumplen rectamente su papel, "la espada les será quitada" (Daniel 7:26).
Müntzer mandó imprimir de inmediato este sermón en la imprenta de Allstedt. En él se ve la contradicción entre la conciencia de misión en la tierra de Müntzer y el servilismo paradójico de Lutero con el poder temporal en Alemania. Müntzer arremetía contra la “bondad ficticia” de quienes se consideraban pacíficos, mientras cometían injusticias de pensamiento, palabra y obra, y que llamaban subversivo al que se resistía. Llamó hipócritas a los que contemplan la injusticia con el ánimo impasible. 
Desde el verano de 1523, los seguidores más fieles de Müntzer habían formado una Liga defensiva secreta, y el 24 de julio de 1524 se fundó públicamente una Alianza defensiva, la Liga de los Elegidos, en la que fueron invitados a participar personas de fuera de Allstedt, como p.ej. Orlamünde, la parroquia de Karlstadt.
Pronto llegaron más quejas contra Müntzer de otros lugares del país, al ser conscientes del papel instigador de este en los desórdenes del país. Se buscaba y organizaba a los campesinos y mineros capaces de empuñar las armas. Por el contrario, la comunidad de Orlamünde se negó a unirse a los exaltados, mostrando una tibieza revisionista que disgustó profundamente a Müntzer. Este envió a sus emisarios a las regiones de Montes Metálicos, Franconia y Suabia. Desde Allstedt, Müntzer quería desencadenar la gran sublevación alemana y su programa era omnia sunt communia: cada cual debía recibir con base a sus necesidades y de acuerdo con las circunstancias. A través de un confidente infiltrado, las autoridades llegaron a conocer detalles de la Liga Secreta.
La reacción inmediata de los príncipes al sermón no está documentada, pero Lutero empezó a atacar a ese “energúmeno de Allstedt”, resentido por la influencia de Müntzer, y porque este no quería acudir a Wittenberg a rendir cuentas sobre la Liga Secreta. Publicó su Carta a los Príncipes de Sajonia sobre el espíritu rebelde, acusándole de cobarde y exigiendo el destierro del radical de Sajonia. 
Pocos días después de la denuncia de Lutero, a finales de julio de 1524, el duque Juan citó a Müntzer y a todas las personas relevantes de Allstedt el 1 de agosto para interrogarles en el castillo de Weimar. Después de ser interrogados por separado, se les advirtió sobre su conducta futura. Müntzer negó haber injuriado a los príncipes desde el púlpito. Se le imputó haber organizado sociedades secretas, denunciado por algunos burgueses de Allstedt, que en su momento habían tomado parte en los desórdenes. Müntzer reconoció solo el carácter defensivo de su Liga, siendo conminado a disolver la alianza y a despedir al impresor, y se le despidió con la amenazadora noticia de que estaba convicto de asociación ilegal, y que el duque Juan lo consultaría con el príncipe elector. Esta audiencia tuvo el efecto deseado sobre los funcionarios de la ciudad, quienes cedieron rápidamente y retiraron su apoyo a los radicales.
El predicador volvió a Allstedt convencido de que sería perseguido. Allí supo que otro duque de Sajonia reclamaba su extradición por una sublevación alentada por un enviado suyo. En la noche del 7 de agosto de 1524, Müntzer se escapó de Allstedt, abandonando por necesidad a su mujer e hijo, que se le unieron más tarde, y se dirigió a la autónoma Ciudad Libre Imperial de Mühlhausen, a 65 km al sudoeste.

### Mühlhausen y Núremberg (1524-1525)
Mühlhausen era una ciudad con 8500 habitantes. Las tensiones sociales que se habían gestado durante varios años, llegaron a un punto crítico en 1523, cuando los habitantes más pobres habían logrado arrebatar algunas concesiones políticas al ayuntamiento; basados en este éxito, el movimiento reformador radical mantuvo la presión bajo el liderazgo de un predicador laico, Heinrich Pfeiffer, que había denunciado las prácticas de la vieja Iglesia desde el púlpito de la iglesia de San Nicolás. Así, antes de que viniera Müntzer, ya existía una tensión considerable en el ambiente. 

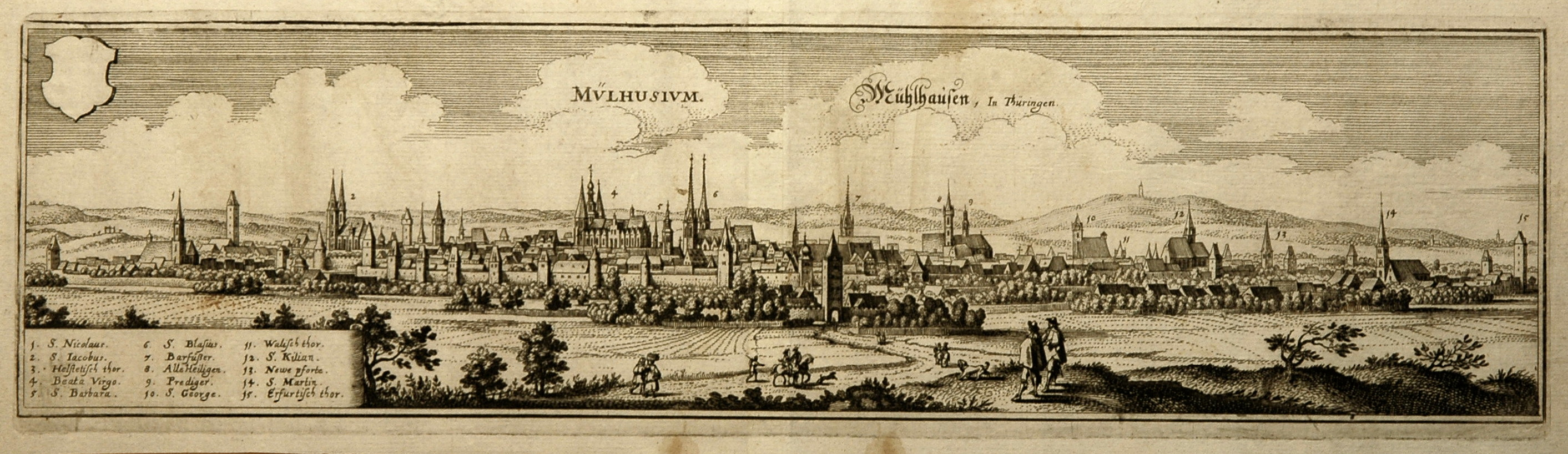
La ciudad de Mühlhausen en 1650

Müntzer no fue asignado a ningún púlpito en particular, pero esto no le impidió predicar, agitando y publicando panfletos contra Lutero. Su compañero de armas aquí era Pfeiffer, aunque los dos hombres no compartían las mismas creencias (como en Zwickau con Storch), pero había suficiente terreno común en su celo reformador y fe en el espíritu inspirador, para permitirles trabajar juntos.
En su estancia en Mühlhausen, Müntzer publicó un manuscrito terminado en Allstedt: Denunciación expresa de la fe errada del mundo infiel, un documento que refleja bien su doctrina. A destacar que todos los rebeldes, como Müntzer, elegían como testimonio de la verdad al Antiguo Testamento, de base más campesina y democrática, y por encima de él, al Apocalipsis, tan fustigador como los mismos profetas.
Un golpe cívico menor tuvo lugar a finales de septiembre de 1524, con un levantamiento de los pequeños burgueses radicales y del suburbio proletario, como resultado del cual, los principales miembros del Ayuntamiento huyeron de la ciudad, llevándose con ellos la insignia de la ciudad y el caballo municipal. Pero el golpe duró poco por las divisiones entre los reformadores de la ciudad y, en parte, porque el campesinado de los alrededores se opuso al “comportamiento no cristiano” de los radicales urbanos. A petición de Lutero, tanto Müntzer como Pfeiffer fueron expulsados por el concejo municipal triunfante, que ni les escuchó ni les probó los cargos. Después de solo siete semanas en la ciudad, el 27 de septiembre, Müntzer fue obligado a salir de nuevo sin mujer e hijo, junto con Pfeiffer, hacia un lugar más seguro.
Viajó primeramente a Núremberg, donde Müntzer no llamó la atención y se mostró deprimido, consciente de la dificultad de su empresa. Consideraba que su mejor estrategia era difundir sus enseñanzas mediante la imprenta, y así evitar terminar en la cárcel. Sin predicar en público, el profeta seguía actuando en la penumbra, en conversaciones en talleres y figones. Müntzer creía que el ambiente no era adecuado para un levantamiento, ya que el régimen patricio estaba consolidado y era poderoso. 
Con el apoyo de Hans Hut organizó la impresión de su panfleto antiluterano, Apología sumamente justificada y respuesta a la carne sin espíritu que se solaza en Wittenberg, obra que había escrito en Allstedt y que volvió a retocar después. Müntzer levanta su voz contra el Lutero partidario de la clase principesca y pone al descubierto la ideología que amparaba con las Escrituras la vida regalada, la explotación y la clase de los tiranos sin remedio. También envió a la imprenta otro panfleto titulado Una exposición manifiesta de la falsa fe, pero ambos documentos fueron confiscados por las autoridades de la ciudad antes de que se pudieran distribuir copias. 
A pesar de todo, el primer escrito circuló de mano en mano antes de la guerra de los campesinos. Los desheredados, que se sentían al principio representados por Lutero, en adelante entenderían el panfleto de Müntzer como portavoz de su más íntima decepción y exasperación, por lo que atacaron verbalmente a Lutero.

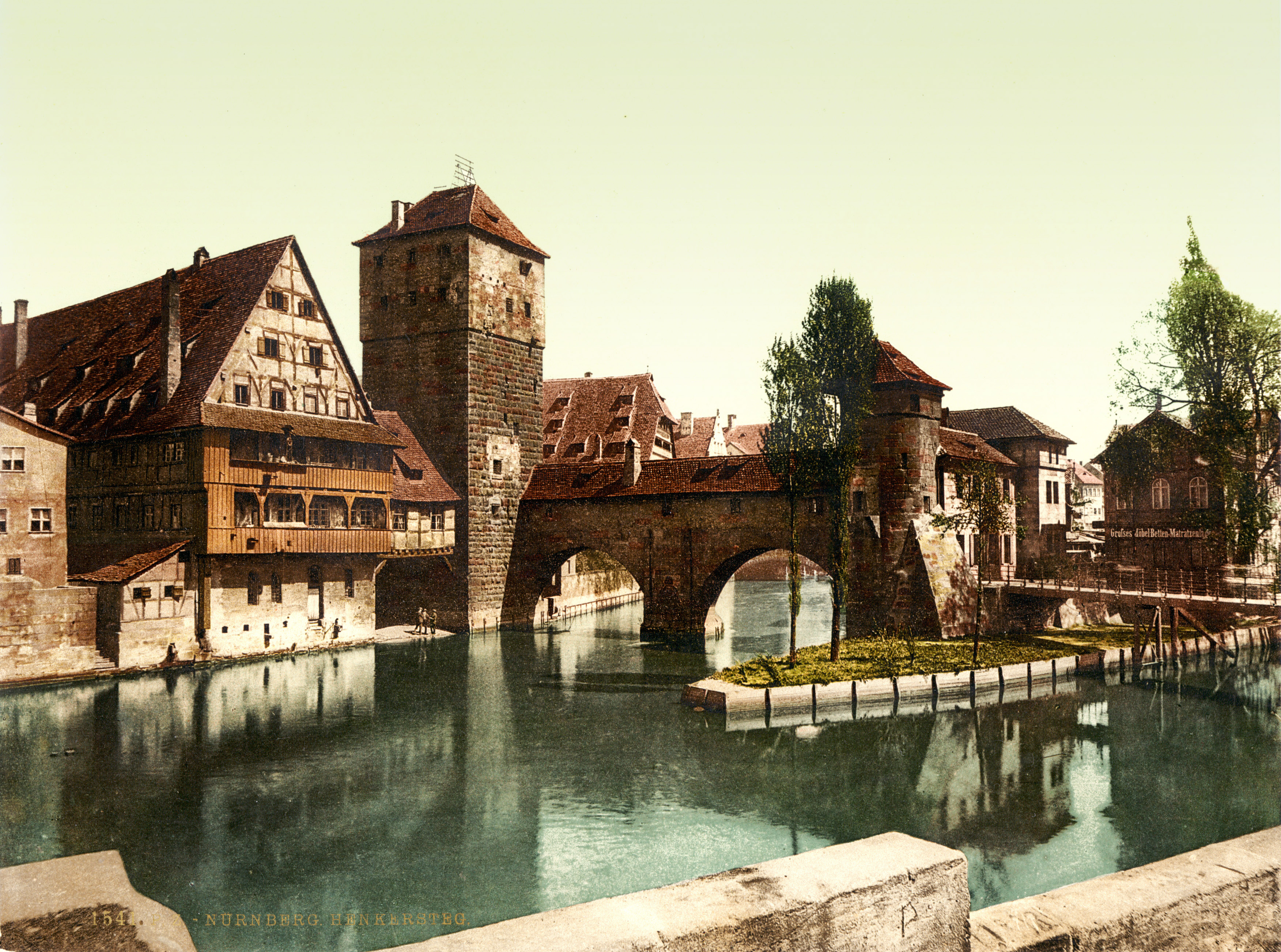
Puente de Hangman en Núremberg, construido en 1457

Müntzer permaneció en Núremberg hasta noviembre y después cruzó Suabia, llegó a Alsacia y Suiza, regresando a la Selva Negra, donde los campesinos y los plebeyos estaban comenzando a organizarse para el gran levantamiento campesino de 1525, en desafío a sus señores feudales. No tenemos pruebas directas de lo que Müntzer hizo en esta parte del mundo, pero debió ponerse en contacto con miembros destacados de las diversas conspiraciones rebeldes; se supone que conoció al posterior líder anabaptista Baltasar Hubmaier en Waldshut y sabemos que estaba en Basilea en diciembre, donde se reunió con el reformador Juan Ecolampadio y quizás con el anabaptista suizo Conrad Grebel.
Pasó varias semanas en la región de Klettgau y Hegau, cerca de Basilea, en el sur de la Selva Negra, y existen evidencias de que alentó la indignación y la conciencia espiritual de los campesinos, y les ayudó a formular sus agravios, y les escribió sobre cómo se debe gobernar. Los “Doce Artículos” de los campesinos de Suabia no fueron compuestos por Müntzer, aunque los inspiró, y al menos un importante documento de apoyo, el Borrador Constitucional, puede ser debido a él.
Pasó el invierno en Griessen, en la Selva Negra, adonde llegó en octubre de 1524, y donde recibió y envió emisarios. Es probable que ahora viera en el pueblo sublevado la herramienta convocada para el juicio final divino, tras haberse negado las autoridades instituidas a asumir ellas esa tarea.
Así pues, es posible que como afirma Engels, Müntzer acelerase e incluso organizase la revolución desde Sajonia hasta Turingia, pasando por Francia y Suabia, hasta Alsacia y la frontera suiza, en su relación con esos territorios, donde ya brotaban las primeras llamaradas. La vida de Müntzer desemboca en la acción, en el estallido desesperado de los campesinos, en la guerra que él dirigió espiritualmente.
Cuando empezó el levantzamiento, Müntzer se dirigió al norte, siendo capturado con elementos revoltosos en Fulda, donde el abad, ignorante de quién era, le dejó marchar. A fines de febrero de 1525, cruzando por el medio de la revuelta y sorteando a los espías, Müntzer volvió a aparecer en la zona minera de Sajonia. A su alrededor, la revolución ardía simultáneamente por doquier.

### El final de Thomas Müntzer
Los pequeños burgueses de Mühlhausen se habían sublevado, animados por Otilia von Gersen, que se había quedado allí e incitaba a los alborotos, así como en Allstedt.
A finales de febrero de 1525, Müntzer llegó a Mühlhausen, donde ocupó el púlpito en la iglesia de Santa María empujado por el voto popular, y sin contar con la opinión o la autorización del ayuntamiento. Inmediatamente, él y Pfeiffer, que había vuelto a la ciudad hacía tres meses y gozaba de la confianza de los pequeños burgueses, se encontraron en el centro de una actividad considerable. 
A principios de marzo, los ciudadanos fueron llamados a elegir un “Consejo Eterno” que reemplazaría al concejo existente, pero cuyas obligaciones irían más allá de lo meramente municipal. Sorprendentemente, ni Müntzer ni Pfeiffer fueron admitidos en el nuevo Concejo, ni en sus reuniones. Probablemente a causa de esto, Müntzer fundó a finales de marzo la “Eterna Liga de Dios” (aunque algunos investigadores lo datan en septiembre de 1524), una comunidad de elegidos a la luz del Juicio Final inminente. Esta era una milicia armada, diseñada no solo para la defensa de la Liga, sino también como un marco temeroso de Dios para los apocalipsis venideros. Se reunió bajo una enorme bandera blanca pintada con un arco-iris, y decorada con las palabras La Palabra de Dios durará siempre. 

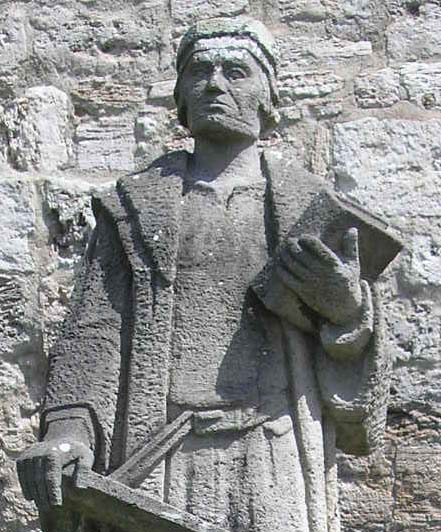
Thomas Müntzer, escultura de Michael Sander en Mühlhausen

En el Mühlhausen revolucionario, el régimen de artesanos democráticos locales permitía la agitación abierta no controlada de la Liga de Müntzer. Este se limitó a formar una guardia selecta de dirigentes para concertarse desde Mühlhausen con las huestes de Suabia y Franconia. Por el contrario, Pfeiffer apoyaba las pequeñas correrías y las hostilidades patrioteras contra las ciudades vecinas. Müntzer ganó para su causa a muchos obreros textiles inquietos, explotados y sin defensa ante las crisis.
En el campo circundante y en las pequeñas ciudades vecinas, los acontecimientos de Mühlhausen encontraron un eco rápido, porque el campesinado y los pobres burgueses habían tenido noticias del levantamiento en el sudoeste de Alemania, y muchos estaban preparados para unirse. Llegaron viejos camaradas de Allstedt, pero Müntzer esperaba que la zona minera de Mansfeld se levantase en armas y se sumaran a ellos, y envió una proclama revolucionaria furibunda a los fraternos confederados de Mansfeld, única esperanza de revolución milenarista. 
A finales de abril, toda Turingia estaba en armas, con tropas movilizadas de campesinos y plebeyos de diferentes distritos. Müntzer lo interpretó como una decisión divina para derribar las estructuras existentes e iniciar una separación entre elegidos e impíos. Convocó entonces a los antiguos miembros de la alianza en Allstedt y a todos los que por su fe estuvieran dispuestos a participar en el levantamiento, acorde a la voluntad de Dios.
Mientras tanto, los príncipes estaban trazando sus propios planes para la represión de la revuelta. Las autoridades feudales tenían mejores armas y ejércitos más disciplinados que sus súbditos. 
Se organizó una hueste rebelde militarizada en Frankenhausen, un pueblo cercano a las minas de Mansfeld, y cerca de las huestes campesinas de Franconia. Müntzer prometió acudir a ayudarles, mientras discutía con Pfeiffer la organización de una liga campesina y urbana, a la que este se oponía por estar más inclinado al pillaje.
A comienzos de mayo, Müntzer salió definitivamente de Mühlhausen, cuyas torres y artillería podrían haber ofrecido mejor protección que la existente en Frankenhausen, junto con trescientos elementos seleccionados, el núcleo armado de la comuna, muchos de la antigua Liga de Allstedt. Los de Erfurt, a los que había escrito, ni se movieron, y los de Mühlhausen solo les prestaron ocho bombardas rodantes. La hueste de Mühlhausen marchó por el campo en el norte de Turingia, hacia la comarca del Eichsfeld, respondiendo a una urgente solicitud de ayuda por parte de los sublevados, pero no pudo reunirse con otras tropas y se limitó a desvalijar y saquear localmente.
Finalmente, el 11 de mayo, Müntzer y el resto de sus tropas llegaron a las afueras de la ciudad de Frankenhausen, hacia donde convergían los sublevados en Turingia. Los campesinos estaban deficientemente armados y capitaneados. La hueste no tenía inferioridad numérica, pero sí en caballería, artillería y mandos con experiencia bélica, respecto a los siete príncipes que se acercaban. Müntzer confesaba que él no había sido guerrero en toda su vida, pero acudía con exaltación mística y mágica, con la conciencia de realizar una misión supraterrena, creyendo y esperando los milagros. 
El conde de Mansfeld firmó un convenio general salarial con los mineros, que les desgajó del movimiento político general. Müntzer llegó a pensar en llevar él mismo la insurrección a la tierra de Mansfeld, para lo que rompió las negociaciones establecidas con el conde Alberto de Mansfeld, que intentaba prolongarlas, esperando la llegada de los ejércitos principescos, y provocó una lucha inmediata contra él. Müntzer envió el 12 de mayo insolentes y agresivas cartas al conde evangélico Alberto y al conde católico Ernesto de Mansfeld, firmadas por Thomas Müntzer, con la espada de Gedeón .

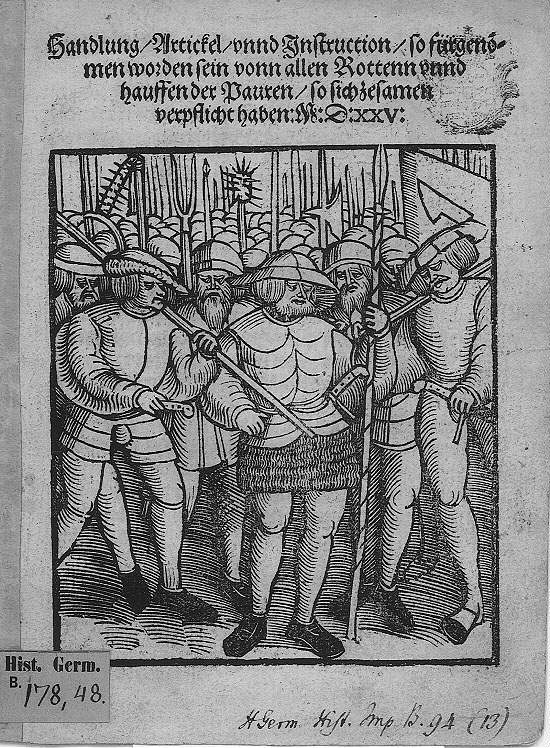
Campesinos rebeldes en 1525

Tan pronto como los campesinos instalaron su campamento en una colina, llegó el ejército de los príncipes de Sajonia y Hesse, que había aplastado la rebelión en el sur de Turingia. Inicialmente indecisos, acudieron sin tener en cuenta las creencias religiosas, el duque protestante de Brunswick y el duque católico Jorge de Sajonia, así como el joven landgrave Felipe I de Hesse, que cortó los posibles socorros de los campesinos de Suabia y Franconia. El ejército ocupó las colinas cercanas a Frankenhausen el 14 de mayo sin oposición, aunque Mühlhausen y Erfurt estuvieran en manos de los rebeldes, y rodeó completamente el campamento de los campesinos. Disponían de ochocientos jinetes con armadura, tres mil infantes y artillería. 
Los campesinos no tenían pólvora suficiente para sus escasos cañones, ya que el suizo encargado de conseguirla desapareció con el dinero. Intentaron negociar, pero les exigieron entregar a Müntzer y sus secuaces, exigiéndoles rendirse incondicionalmente. Mientras, los príncipes esperaban las deserciones de los campesinos que se pasasen al bando de los príncipes. 
Müntzer intentó enardecer al pueblo, confiando en una ayuda celestial. Durante las negociaciones, apareció el arco iris y Müntzer les gritó a los campesinos “allí tenían el arco iris, el vínculo, la señal de que Dios estaba de su parte; que ellos se limitasen a batirse con coraje y a demostrar arrojo”. Orando, los ocho mil campesinos se aprestaron a la batalla, decididamente fascinados por la promesa de Müntzer y por la extática gravedad religiosa de sus trescientos prosélitos más allegados.
El 15 de mayo se inició la batalla, que duró solo unos pocos minutos. Los príncipes, para evitar la lucha, hicieron disparar sus cañones contra los campesinos, cuando estos esperaban la respuesta a la tercera embajada, encomendada a ciertos aliados de la nobleza baja que no regresaron, y sin esperar las tres horas de tregua pactadas. Al hacer fuego nutrido sobre los campesinos, estos huyeron monte abajo para refugiarse en la ciudad, perseguidos por las tropas principescas que les acuchillaban y que, a continuación, tomaron y saquearon la ciudad y pasaron a cuchillo a todos los varones, hasta que los príncipes entraron y detuvieron el pillaje y la carnicería. Los campesinos de los pueblos circundantes entregaron a cabecillas y predicadores, previamente atados; como condición para obtener la libertad de sus maridos, se obligó a las mujeres a matar a garrotazos a los predicadores, atados de pies y manos. Se estima que hubo en total entre 3000 y 10000 campesinos muertos, con solo 6 bajas en el ejército principesco.

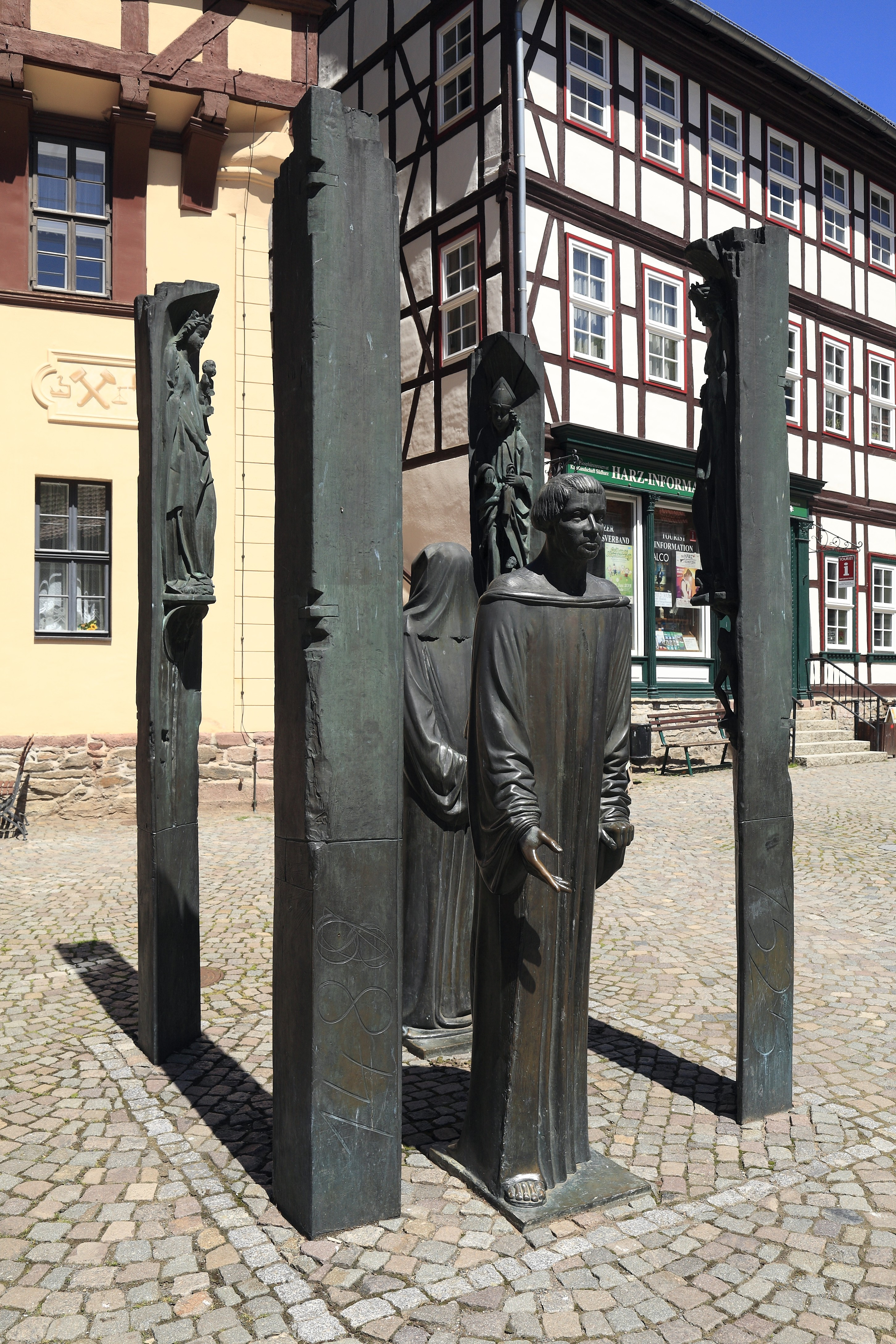
Müntzer conducido al patíbulo. Stolberg, escultura por K.F. Messerschmidt.

Müntzer escapó de la matanza escondiéndose en el desván de una casa, pero un lansquenete lo descubrió y lo reconoció por los documentos que con él llevaba, por lo que lo entregó al landgrave y al duque Jorge. A las preguntas de estos, según Melanchthon, Müntzer respondió con altanería e insolencia. Poco después, fue entregado como botín de guerra a su mayor enemigo, el conde Ernesto de Mansfeld, quien lo encerró en la torre de Heldrungen, donde le atormentaron, arrancándole solo confesiones breves, incoherentes y no reveladoras. El interrogatorio fue registrado de manera irregular. 
Desde Heldrungen, Müntzer envió a la comunidad de Mühlhausen una carta en la que liberaba a su alma de todo peso y de toda carga mundana, aunque solo se ha conservado un dictado de esta carta y no la original. Ciertos antecedentes tornan improbable que Müntzer exhortara al concejo y la comunidad de Mühlhausen a deponer su actitud rebelde y a pedir clemencia a los príncipes, de modo que la carta puede haber sido una estratagema de los príncipes. Dos días después comenzaron el asedio de Mühlhausen.
Müntzer fue trasladado a finales de mayo a Mühlhausen. El 27 de mayo, fue ejecutado y decapitado junto con Pfeiffer, que había sido capturado poco antes, fuera de los muros de Mühlhausen. Su cadáver fue empalado y su cabeza clavada en una estaca a las puertas de Mühlhausen, donde permaneció durante años como advertencia para otros. 
Melanchthon le pinta aterrado ante la muerte, pero probablemente por razones “políticas”, dada su peligrosidad para los luteranos y el poder secular. Al pisar el patíbulo, Melanchthon nos habla de su último discurso, en el que amonesta a los príncipes, diciéndoles que no fuesen tan rigurosos y leyeran con aplicación las Sagradas Escrituras, recordándoles el horrible fin que Dios reserva a los tiranos, un discurso en el que se transparenta el auténtico credo de Müntzer. 
Como causa de la derrota, Müntzer señaló el egoísmo de los sublevados e interpretó su propia muerte como sacrificio propiciatorio por la desobediencia del pueblo a la voluntad divina. Pero no cuestionó que su encargo fuera divino.

## Thomas Müntzer, el hombre
Müntzer era de baja estatura, cabello negro, tez oscura y mirada fogosa. El rostro, ancho y huesudo, parece de origen eslavo. Müntzer fue pobre toda su vida y murió pobre, sin guardar nada para sí mismo. No codiciaba bienes materiales ni fue cruel, a pesar de sus provocativas palabras de defensa contra un enemigo despiadado. La sangre solo corrió cuando entraron los príncipes. 
Hubo bulos sobre su sensualidad, y aunque pudo dejarse influir por las mujeres, observó un ascetismo de rigor monacal; el matrimonio le importaba de cara a la procreación. En suma, su sensualidad no afectó a este varón con talla de profeta, que apartaba todo lo que se interpusiera en la senda de Cristo. 
Müntzer no fue un cobarde, ni se escondió. Se enfrentó públicamente a los príncipes y fue furtivo solo por necesidades de la conspiración. Fue un hombre leal a sí mismo. Los relatos de su desfallecimiento final son falsos o incongruentes, provocados por su antagonismo con Lutero, el gran protagonista de la Reforma principesca y burguesa, y para atacar la realidad viviente del movimiento campesino.
Müntzer era vanidoso y fanfarrón, y no gestionaba sus amenazadoras palabras en sus cartas a los condes o los príncipes. Buscaba un Imperio teocrático erigido sobre campesinos, sin nobleza ni príncipes. Postulaba una total comunidad de bienes, al estilo del cristianismo primitivo, la supresión de todas las autoridades y la reducción de la ley a términos de moralidad y formación en Cristo.

## Enfrentamiento de Martín Lutero y Thomas Müntzer
Müntzer conoció a Lutero en 1517 en Wittenberg y asistió al Debate de Leipzig en 1519. Entre 1520 y 1523, los caminos de Müntzer y Lutero se van separando cada vez más. A partir de Beuditz, empezó a juzgar a Lutero con una visión mística revolucionaria. En Zwickau y Nordhausen se enfrentó a los seguidores de Lutero. Para Müntzer, la fe se alimentaba de la luz interior recibida de Dios, más que de la Biblia.
En 1523, en Allstedt, Müntzer rompió internamente con Lutero. Este pidió analizar la doctrina de Müntzer en Wittenberg, pero este se negó para no discutirla “a puerta cerrada”. Lutero se posicionó del lado de los príncipes. En 1524, Lutero hizo un viaje a Sajonia del sur (los distritos de Stolberg, Nordhausen y Mansfeld), intentando disuadir a los rebeldes de actuar. A Lutero le apedrearon en Orlamünde al declarar respecto a Müntzer: "Se pavonea en su rincón, pero todavía no está maduro; más vale tolerarlo hasta que saque a relucir lo que lleva dentro, que es mucho".
Tras el famoso Sermón a los Príncipes de Sajonia de Müntzer en julio de 1524, Lutero empezó a atacar al “energúmeno de Allstedt” y publicó su Carta a los Príncipes de Sajonia sobre el espíritu rebelde, acusándole de cobarde y exigiendo su destierro. En septiembre de 1524, Lutero instó a las autoridades de Mühlhausen a expulsar a Müntzer. En Núremberg, Müntzer escribió algunos panfletos antiluteranos, pero fueron confiscados por las autoridades antes de que fueran distribuidos.
Los reformadorres radicales y anabaptistas como Müntzer apoyaron la revuelta de la Guerra de los campesinos alemanes, mientras que los luteranos y los calvinistas la condenaron y apoyaron a los nobles. Müntzer apoyó las demandas de los campesinos, incluyendo sus derechos políticos y legales. Su teología se había desarrollado en un contexto de agitación social y duda religiosa generalizada, y su llamamiento a un nuevo orden mundial se fusionó con las demandas políticas y sociales del campesinado. Por su parte, Lutero se mostró al principio equidistante, criticando las injusticias contra los campesinos y la temeridad de estos al contraatacar. Lutero argumentaba que el deber de los campesinos era el trabajo agrícola, mientras que el deber de las clases dominantes era mantener la paz. No podía apoyar a los campesinos porque rompían la paz.
Para Müntzer, Lutero había contraído méritos desenmascarando el papado y al Papa, pero reducía la conciencia a unos límites muy estrechos, centrándose en exceso en la liberación de la carne, pero no en guiar ya ni hacia el espíritu, ni hacia Dios.
En el punto culminante de la insurrección, en 1525, la posición de Lutero cambió completamente, para apoyar a los gobernantes de los principados seculares y sus aliados católicos. Tras la masacre de nobles en Weinsberg en abril de 1525, escribió Contra las hordas de campesinos asesinos y ladrones, animando a la nobleza a eliminar rápida y violentamente a los campesinos rebeldes, declarando que “los campesinos deben ser rebanados, estrangulados, apuñalados en secreto o en público, por aquellos que puedan hacerlo, como se debe matar a un perro rabioso”.
En resumen, Müntzer respetó inicialmente las ideas de Lutero, pero luego rechazó con la misma facilidad las doctrinas luteranas. Lutero pensaba que Müntzer se movía hacia adelante demasiado rápido, y la correspondencia (ahora desaparecida) desde Wittenberg parece haber contenido críticas explícitas a sus actividades. En marzo de 1522, le escribió a Melanchthon en Wittenberg en este sentido. En julio de 1523, Müntzer envió una carta buscando la reconciliación desde Allstedt, pero quedó sin respuesta. El intercambio de cartas con los Príncipes de Sajonia en junio de 1524 muestra ya claramente la ruptura total y los ataques entre ambos. Después del verano de 1524, el tono del conflicto escrito se hizo más amargo por ambas partes, culminando en el panfleto de Müntzer Reivindicación muy provocada y un rechazo  de la carne viva no espiritual en Wittenberg de 1524, y en el de Lutero Una terrible historia y juicio de Dios sobre Thomas Müntzer de 1525, en el que el radical predicador (por entonces muerto) era descrito como un “profeta asesino y sediento de sangre”.
Durante los últimos años, Lutero y Müntzer aprovecharon cada oportunidad que tuvieron para atacar las ideas y acciones del otro. Cuando Lutero se enteró de la muerte de Müntzer, pasó un día encerrado. Tras el final de la guerra, Lutero fue criticado por su apoyo a las acciones violentas de los gobernantes. Él se defendió pero también declaró que los nobles fueron demasiado severos al sofocar la insurrección.

## Teología de Thomas Müntzer
El período de 1517 a 1525 fue el tiempo de la temprana Reforma, un tiempo de disidencia masiva y de disidencia de la disidencia, con personajes de la talla de Lutero, Calvino, Müntzer, Erasmo de Rotterdam y otros humanistas, y de los alquimistas Paracelso y Cornelio Agripa entre otros. En la Reforma Protestante existieron muchos movimientos que intentaban modificar las instituciones del clero y las instituciones del mundo medieval, a veces con tonos muy distintos.
Los investigadores modernos están de acuerdo en que Müntzer era muy leído, y que su teología, que unía elementos espiritistas, anabaptistas, apocalípticos y social-revolucionarios, le llevó a enfrentarse a la autoridad feudal. Buscaba una severa modificación en las estructuras sociales feudales.
No es posible determinar con claridad el marco de su convicción de ser enviado divino. Respetaba la tradición de las confesiones de la iglesia antigua (doctrina trinitaria), pero aportando un matiz propio. Trataba de desenmascarar la “fe fingida”, insistiendo en el inevitable camino de la búsqueda con sufrimiento de la fe verdadera a través del seguimiento de Cristo, el anuncio del Juicio Final y la restitución del orden originario impuesto por Dios.

### La Reforma de Müntzer
Müntzer creía que las enseñanzas provenían del Espíritu Santo, en oposición a las doctrinas luteranas de justificación solo por la fe, y de la autoridad de las Escrituras como fuente exclusiva de la verdad divina. El aspecto revolucionario de su teología reside en la unión que hizo entre el concepto de la inevitable conquista del gobierno terrenal anticristiano, y la tesis de que la gente común, como instrumento de Dios por su falta de propiedades e “ignorancia virginal”, tendría que ejecutar dicho cambio contra los enemigos del Espíritu Santo en los últimos días.
El trabajo de Müntzer se concentró en la formación religiosa y ética de los campesinos, y en enseñarles a comprender su concepto de una sociedad futura sin distinciones legales y sociales. Durante la rebelión, intentó relacionar las preocupaciones de los campesinos, comerciantes y plebeyos, con la liberación de toda la cristiandad. El colapso de la revuelta le pareció el juicio de Dios sobre el pueblo aún no purificado, pero no la derrota de su idea de una nueva sociedad.
Algunos de los elementos de la teología de Müntzer que podemos remarcar son los siguientes:
-	El advenimiento de la fe. El surgimiento de la fe depende solo de Dios. Tan solo es justa la fe de quien se somete a las más duras pruebas. El valor del hombre devoto se mide por sus hechos. No hay bondad interior ni libertad que no sea visible desde fuera, a través de un quehacer caritativo. Müntzer condena las obras que solo tienen un lustre externo y la fe fingida.
-	Sufrimiento y dolor. Para Müntzer, era indispensable experimentar dolor y sufrimiento real, ya fuese espiritual o físico, para poder convertirse en un verdadero creyente cristiano.
-	El espíritu y no la letra. Para Müntzer, la verdadera creencia estaba dictada por la experiencia espiritual, el trabajo del Espíritu Santo en el corazón del creyente, y no por un testimonio escrito, las palabras de la Biblia. Los verdaderos creyentes podían alcanzar la fe a través del sufrimiento personal, guiados por los “verdaderos sirvientes de Dios”, y sin tener en cuenta a los sacerdotes católicos o los reformadores luteranos . Este punto produjo la ruptura con Lutero.
-	Espiritismo. Müntzer creía en el poder de las visiones y los sueños como fuentes de la revelación espiritual. Rechazó el bautismo infantil, ya que el verdadero bautismo debía ser el de un creyente: “Yo pido a los sabios ortodoxos me indiquen en qué parte de las Santas Escrituras se lee que fuera bautizado por Cristo o por sus emisarios, un tierno niñito, o en qué parte queda demostrado que hayamos de bautizar a nuestros hijos como ahora se hace” .
-	El temor de Dios y el hombre. Independientemente de la posición de cada uno en la sociedad, el verdadero creyente debe tener "Temor de Dios", que elimina el egoísmo y el miedo a las personas y produce conformidad entre la voluntad humana y la de Cristo crucificado, y no "temor de hombre" .
-	El derecho del bueno a la violencia. Müntzer atacó el supuesto pacifismo de los príncipes, la “bondad fingida” inicial de Lutero, o el abuso ideológico del pacifismo de Karlstadt. Había que destruir la ficción de paz y orden, que adormecía al pueblo. Quien tolera el mal, se convierte en su cómplice. Dios se presenta al impío como cólera y únicamente al justo como amor. Esto explica la doctrina müntzeriana de la violencia.
-	Tedio, extremo descreimiento y palabra interior. Si solo sufres, no sales enteramente de ti mismo. Las fases de la müntzeriana fenomenología de la preparación para Dios son: angustia; supresión del alma codiciosa y egoísta; esfuerzo personal por hacerse mejor; estupefacción y pensamientos en torno al pecado y la gracia; el tedio, o el horror de la ley; y la suspensiogratiae, esto es, el descreimiento y desesperación última, tras los que el hombre acaba escuchando la Palabra de Dios.
-	Apocalíptico. Müntzer valora especialmente los libros proféticos de la Biblia, ante todo el “Libro de Daniel” y el “Apocalipsis de San Juan”. Creía que el cosmos se encontraba en un punto de inflexión. Dios arreglaría los males del mundo (en los que incluye a los príncipes, la Iglesia católica y la Reforma luterana), en gran parte mediante la destrucción, pero con la ayuda activa de los verdaderos cristianos. De ahí nacería una nueva era para la humanidad.
Resumen: Las doctrinas del sufrimiento esencial, de revelación espiritual y de rechazo del temor del hombre se combinaban en la esperanza de que el Apocalipsis coloque al “Elegido” en total oposición con la autoridad feudal y las enseñanzas de católicos y luteranos. Sin embargo, no había un camino individual de salvación. La importancia que Müntzer atribuía a las actividades comunales, las liturgias reformadas y las ligas que fundó o apoyó en Zwickau, Allstedt y Mühlhausen, son capitales en su ministerio. Las ideas de Müntzer coincidieron brevemente con las aspiraciones de los campesinos y plebeyos en 1525, y consideró el levantamiento como un acto apocalíptico de Dios, por lo que tomó su posición como líder de los rebeldes.

### La teología política de Müntzer
La teología política elabora conceptos políticos con elementos del discurso teológico, pero en sí mismos siguen siendo de carácter político. El predicador de Allstedt, en sus escritos teológicos pone en escena dichos conceptos políticos, los cuales justificaron las guerras campesinas de Alemania.
Federico Engels analizó la figura histórica y la propuesta de Müntzer, y consideró que llevó a cabo los planteamientos de un comunismo primario. Los campesinos y plebeyos formaban un partido revolucionario, en el que Müntzer representaba el lado plebeyo de la Reforma protestante, y Lutero sería el estandarte de una reforma religiosa pero suturada con el naciente mundo burgués. Müntzer daba prioridad a la eliminación de las clases sociales, postulando una sociedad igualitaria en todos sus sentidos, eliminando la idea de la propiedad privada y reivindicando un “poder Estatal” en manos de la sociedad en su conjunto.
En los escritos de Müntzer se pueden encontrar elementos de una clara “teología política”, tales como :
-	¿Quién es el enemigo? Para Müntzer, los transgresores de la palabra de Dios son los enemigos que han de ser combatidos para que surja una nueva Iglesia de carácter apostólico en un pueblo del reino de Dios. Hay dos enemigos de Dios, y de Müntzer como su elegido: la Iglesia Católica y las propuestas de Martín Lutero, que llevan a una falsa práctica y a enfrentarse a la ley justa. Tal será el caso de un cuerpo eclesiástico corrupto y de los gobernantes y príncipes que les sigan.
-	El soberano y el uso de la fuerza. Solo Dios puede usar legítimamente la fuerza, ya que como soberano absoluto y conocedor de la justicia puede identificar al enemigo. En su Sermón a los príncipes de Sajonia, Müntzer sostiene que los príncipes están al servicio del Evangelio y si actúan contra la ley divina, pueden ser derrocados por el pueblo, pero no por el pueblo laico, sino por los “elegidos” que reciben la noción del Espíritu Santo. Para Engels, la propuesta de Reforma luterana justificaba teóricamente el mundo burgués y la müntzeriana reivindicaba la insurrección de los campesinos, justificando el derecho de los elegidos a utilizar la espada contra los enemigos del Evangelio. Si el soberano usa la fuerza y la violencia contra el pueblo y las enseñanzas de Dios, se vuelve enemigo del pueblo y de Dios, y por ello, el pueblo en la revuelta puede tomar la espada y derrocarlo. Según los escritos de Müntzer, los campesinos tenían razón de sublevarse porque los príncipes eran injustos, mientras que los papas justificaban reyes o emperadores. En ese contexto, religión y política estaban amalgamadas sólidamente.
-	El derecho de dar la muerte. Según los escritos de Müntzer, solo los “elegidos” – que obtuvieron la noción del Espíritu Santo sin mediación y que desean aprender la Buena Nueva del Evangelio – son los que pueden usar la “espada”. Müntzer se proclama como el nuevo Daniel que tiene el poder de dar la muerte. Lutero proclama que los enemigos de Dios son los campesinos que se rebelaron contra los señores feudales, por lo que debían ser aplastados por los ejércitos de los príncipes. Müntzer sostiene que los príncipes y sus teólogos son los verdaderos enemigos de Dios. Ambos polos tienen una justificación, pero el que tenga la razón, podrá dar la muerte al otro.
-	Omnia sunt communia. En su confesión final bajo tortura en mayo de 1525, Müntzer declaró que uno de sus objetivos primordiales era “omnia sunt communia”: “todas las cosas deben compartirse en común, y su distribución a cada uno debe ser hecha en base a su necesidad” . Esta declaración ha sido citada a menudo como una evidencia del “primitivo comunismo” de Müntzer, pero no se encuentra en otros escritos y cartas. Puede haber sido una declaración de lo que sus captores temían, más que de lo que Müntzer creía.
Conclusiones: El discurso de Müntzer iba dirigido al pueblo y tenía un carácter universal. Los príncipes se apoyaban en la interpretación señalada por Lutero, mientras que los campesinos eran dirigidos por Müntzer. Ambos eran enemigos y ambos proclamaban que su bando aplicaba la correcta interpretación de la palabra de “Dios”, y por lo tanto tenían el derecho incuestionable de usar la fuerza. El soberano tiene el derecho de usar la espada, pero si abusa de sus atribuciones, el pueblo tendrá razón de sublevarse, y Müntzer justifica la excepción de la revuelta justa. El conocimiento de la verdad y de la justicia solo era posible por los “elegidos”, cuyo conocimiento viene de su interior.

## El legado de Müntzer
La insistencia de Müntzer en una fe que realmente se hubiera experimentado, su crítica al bautismo tradicional y a un orden social estratificado en estamentos, su orientación referencial al tiempo de los apóstoles, fueron asumidos desde temprano en ciertos espacios como una alternativa al movimiento luterano o zuingliano de la Reforma.
Durante los últimos dos años de su vida, Müntzer estuvo en contacto con otros radicales, como Hans Hut, Hans Denck, Melchior Rinck, Hans Römer y Baltasar Hubmaier, líderes del movimiento anabaptista emergente, con los que compartía ciertas enseñanzas comunes. Su legado se ve en los tempranos Anabaptistas, en la “Rebelión de Münster” en 1535, los anabaptistas holandeses y los radicales de la revolución inglesa. En las ciudades donde Müntzer estuvo activo, sus liturgias reformadas continuaron siendo utilizadas durante diez años después de su muerte.
La memoria sobre la participación de Müntzer en la Guerra de los Campesinos se consolidó en especial por los escritos en contra suya, producidos en Wittenberg. Así, hasta el siglo XX continuó siendo visto siempre como el prototipo del fanático y del subversivo, con una estrecha vinculación con los anabaptistas.

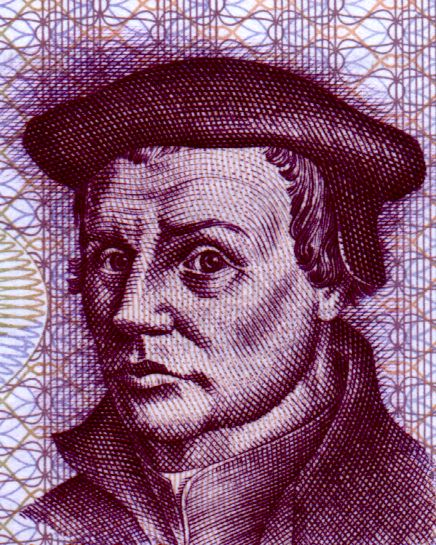
Thomas Müntzer en el billete de 5 marcos de la RDA en la emisión de 1971 a 1990.

En el siglo XIX, Friedrich Engels y Karl Kautsky le reclaman como un precursor de los revolucionarios modernos. El historiador Wilhelm Zimmermann atribuye a Müntzer la puesta en marcha de la revuelta en Alemania, pero considera que, aunque dotado de entusiasmo interior, no tenía un puño de hierro ni era consciente de las exigencias de la realidad. Kautsky cree que no aportó ideas nuevas, pero su ímpetu y energía no se vieron superados,… y descollaba por su energía revolucionaria y por su perspicacia de estadista. El historiador político Ranke cree que Müntzer fue de gran importancia, y junto con los experimentos socialistas anabaptistas y las teorías de Paracelso, podría haber cambiado el mundo. Müntzer fue un héroe trágico, severo y con una gran energía mesiánica; exigía cosas extraordinarias, pero no ilusorias.
En varios momentos de la historia alemana (y ocasionalmente europea), se despertó un mayor interés por la figura de Müntzer: durante la creación del nacionalismo alemán entre 1870 y 1914; en la era revolucionaria de Alemania después de 1918; en la Alemania del Este buscando su “propia” historia después de 1945 (la imagen de Müntzer fue utilizada en el billete de 5 Marcos de la RDA); culminando en el 450 aniversario de la Guerra de los Campesinos en 1975, y el 500 aniversario del nacimiento de Müntzer en 1989. Estadísticamente, el número de libros, ensayos y artículos dedicados a Müntzer aumentó exponencialmente después de 1945 (520 hasta ese año, unos 500 hasta 1975, y 1800 de 1975 a 2012).

## Cita
Guarda, i signori e i prìncipi sono l'origine di ogni usura, d'ogni ladrocinio e rapina; essi si appropriano di tutte le creature: dei pesci dell'acqua, degli uccelli dell'aria, degli alberi della terra (Isaia 5: 8). E poi fanno divulgare tra i poveri il comandamento di Dio: "Non rubare". Ma questo non vale per loro. Riducono in miseria tutti gli uomini, pelano e scorticano contadini e artigiani e ogni essere vivente (Micheas 3:2-4); ma per costoro, alla più piccola mancanza, c'è la forca.
Mira, los señores y los potentados están en el origen de cada usura, de cada apropiación indebida y cada robo; ellos toman de todos lados: de los peces del agua, de las aves del aire, de los árboles de la tierra Isaías 5:8). Y luego hacen divulgar entre los pobres el mandamiento de Dios: "No robar". Pero esto no vale para ellos. Reducen a miseria a todos los hombres, despellejan y despluman a campesinos y artesanos, y a cada ser vivo (Miqueas 3:2-4). Y para ellos, la más pequeña falta justifica el ahorcamiento.